# Holýšov
Holýšov är en stad i Tjeckien.   Den ligger i regionen Plzeň, i den västra delen av landet, 110 km sydväst om huvudstaden Prag. Holýšov ligger 367 meter över havet och antalet invånare är 4 659.
Terrängen runt Holýšov är huvudsakligen platt. Holýšov ligger nere i en dal. Runt Holýšov är det ganska tätbefolkat, med 111 invånare per kvadratkilometer. Närmaste större samhälle är Stříbro, 19,5 km norr om Holýšov. I omgivningarna runt Holýšov växer i huvudsak blandskog.